# Carlos Saavedra Lamas
Carlos Saavedra Lamas (Buenos Aires, Argentina 1878 - íd. 1959) fou un polític, diplomàtic, escriptor i jurista argentí, que fou guardonat amb el Premi Nobel de la Pau l'any 1936.

## Orígens i estudis
Nasqué a la ciutat de Buenos Aires l'1 de novembre de 1878 sent besnet del coronel Cornelio Saavedra, president de la Primera Junta argentina, establerta el 25 de maig de 1810. Va estudiar Dret a la Universitat de Buenos Aires, impartint posteriorment classes en ella i a la Universitat de La Plata.

## Vida política
Va ser diputat i Ministre de Justícia i Instrucció Pública (1915) i de Relacions Exteriors (1932-1938), durant la presidència de Agustín Pedro Justo, escollit amb acusacions de frau electoral.
Com a Ministre de Relacions Exteriors va presidir la Conferència de Pau del Chaco, en la qual van participar Brasil, Xile, Perú, Uruguai i EUA) arribant-se a un acord d'armistici el 12 de juny de 1935 que va posar fi a la Guerra del Chaco (1932-1935) entre Bolívia i Paraguai.
Va obtenir el Premi Nobel de la Pau l'any 1936, quan tenia 58 anys, per la seva labor en pro de la pau en general, però en particular per haver inspirat el Pacte antibèlic Saavedra Lamas, que va ser signat per 21 nacions i que es va convertir en un instrument jurídic internacional. Així mateix no fou partidari de la Doctrina Monroe, com a pacte regional al que tot havia de subordinar-se.
Va ser president de la XI Conferència Internacional del Treball, celebrada a Ginebra el 1928 i origen de l'Organització Internacional del Treball, de la Conferència Panamericana de 1936 i de l'Assemblea de la Societat de Nacions el 1936. Així mateix, va ser rector de la Universitat de Buenos Aires entre 1941 i 1946 i professor de la mateixa fins al 1946. Finalment va presidir l'Acadèmia de Dret i Ciències Socials de l'Argentina.
Morí el 5 de maig de 1959 a Buenos Aires.

## Literatura
Fou un escriptor prolífic d'obres dedicades al dret i a la internacionalització, entre elles:
- El derecho de asilo.
- Por la paz de las Américas.[3]
- Vida internacional.
- El doctor Luis María Drago, su obra internacional.
- Los valores de la Constitución.
- El régimen administrativo y financiero de la Universidad de Buenos Aires.
- Escuela intermedia.
- Los tratados de arbitraje.
- Economía colonial.
- Los asalariados en la República Argentina.